# Lena Bloch
Lena Bloch (Moskou, 31 januari 1971) is een uit de Sovjet-Unie afkomstige Amerikaanse jazzsaxofoniste.

## Biografie
Bloch emigreerde in 1989 vanuit de Sovjet-Unie aanvankelijk naar Israël en woonde daarna twaalf jaar in Nederland en in Duitsland, waar ze in 1999 een eerste studie voltooide aan de Musikhochschule Köln. Daarna nam ze deel aan de 'Jazz Workshop' in Banff bij Joe Lovano en Kenny Werner. Ze verhuisde naar de Verenigde Staten, waar ze aan de University of Massachusetts Amherst een vervolgopleiding afrondde. In 2008 verwierf ze de master in compositie. Sindsdien woont ze in Brooklyn, waar ze werkzaam is in het daar zijnde jazzcircuit.
Sinds 2001 nam ze onderricht bij Lee Konitz en speelde ze o.a. met de Tristano-leerlingen Connie Crothers, Ted Brown, Harvey Diamond, Joe Solomon, Charles Sibirsky, bovendien met muzikanten van de jongere generatie als Roberta Piket, Dan Tepfer, Brad Linde en Sarah Hughes. Verder trad ze op in het programma Four Extraordinary Women in Jazz met Connie Crothers en tijdens een concert ter gelegenheid van de honderdste verjaardag van Lester Young in de Smalls Jazz Club. In 2000 ontstonden eerste opnamen met het Steve Reid Quartet (Live in Europe).
Tussen 2008 en 2014 behoorde ze tot het Vishnu Wood Quartet. Bovendien werkte ze met Arturo O'Farrill, George Schuller, Putter Smith, Bill Wurtzel en Scott Wendholt. In 2014 trad Bloch op als soliste met het New York Chamber Players Orchestra tijdens een concert voor altsaxofoon en orkest (gecomponeerd door Eric Koenig) in de Merkin Concert Hall.
Daarnaast leidde Bloch een kwartet, waartoe de gitarist Dave Miller, de bassist Cameron Brown en de drummer Billy Mintz behoorden en waarmee het album Feathery (2014) ontstond. Het bevatte positieve recensies o.a. in de New York City Jazz Record, de France Musique, de Canadian Audiophile en in het Music Charts Magazine. Na Millers vertrek voegde pianist Russ Lossing zich bij het Lena Bloch Quartet. In 2017 verscheen het album Heart Knows bij Fresh Sound Records. Ze onderwees houtblazersinstrumenten en improvisatie in het kader van Jazz Education Network, New Music USA en Chamber Music America.